# Chazay-d'Azergues
Chazay-d'Azergues là một xã thuộc tỉnh Rhône trong vùng Auvergne-Rhône-Alpes phía đông nước Pháp. Xã này nằm ở khu vực có độ cao trung bình 210 mét trên mực nước biển.